# Maurice Moucheraud
Maurice Paul Moucheraud, född 28 juli 1933 i Potangis i Marne, död 13 januari 2020, var en fransk tävlingscyklist.
Moucheraud blev olympisk guldmedaljör i laglinjeloppet vid sommarspelen 1956 i Melbourne.